# لويزا تشيس
لويزا تشيس (بالإنجليزية: Louisa Chase)‏ هي رسامة أمريكية، ولدت في 18 مارس 1951، وتوفيت في 8 مايو 2016.